# Braunsbach
Braunsbach é um município da Alemanha, no distrito de Schwäbisch Hall, na região administrativa de Estugarda, estado de Baden-Württemberg com cerca de 2.515 habitantes,
- o núcleo Braunsbach tem 924 habitantes[2]
- o bairro Arnsdorf 201[2]
- o bairro Geislingen am Kocher 333[2]
- o bairro Döttingen 235[2]
- o bairro Jungholzhause 302[2]
- o bairro Orlach 201[2]
- o bairro Steinkirchen 319[2]

## Atraçãoes turísticas
- Castelo de Braunsbach, em parte construído em 1250[3]
- Igreja protestante do castelo[3]
- Portão de Döttingen em Braunsbach (resto da muralha)[3]
- Castelo Tierberg (século XIII), antigo pavilhão de caça dos príncipes de Hohenlohe[3]
- Castelo de Döttingen (construído no século XVI), agora hotel e restaurante[3]
- Casa do ex-prefeito J. M. Gronbach em Orlach (agora Casa Schumm), conhecida pelo livro "Das Mädchen von Orlach"[3] que pode ser traduzido como "a menina de Orlach"
- Ponte do Kochertal[3]
- Museu da Ponte em Geislingen[3]
- Museu do Rabinado Braunsbach[3]
- Reserva natural "Foz do Ribeiro Grimmbach"[3]
- Centro do País de Castelos (nome local: Burgenlandhalle) Braunsbach (em parte na antiga sinagoga)[3]
- Cemitério judaico em Braunsbach

## A menina de Orlach
"A menina de Orlach" é uma história de fantasmas do Biedermeier. A sua protagonista, Magdalena Gronbach, supostamente era capaz de percepção extrassensorial. Em fevereiro de 1831 apareceu-lhe repetidamente um fantasma branco. Sempre quando apareceu um pequeno incêndio aconteceu na casa. Disse que era a freira cisterciense Mariane Susanne de Orlach que, como Magdalena, nasceu a 12 de setembro, mas não em 1812, mas precisamente 400 anos antes, ou seja em 1412. Implorou salvação de Magdalena. Quando ela queria saber o que receberia como recompensa respondeu: "Não ajunteis tesouros na terra!" No início de junho do mesmo ano apareceu o fantasma dum frade capuchinho na forma duma sombra negra ameaçadora escura. Magdalena caiu em um transe e neste estado respondeu a todas as perguntas. Como resultado, muitas pessoas vieram de todo o país para pedir conselhos sobre o que iria acontecer no futuro. Tendo observado a Magdalena durante cinco semanas o médico-chefe Justinus Kerner concluiu que era um "estado de possessão espiritual"